# Deserto pietroso di Sturt

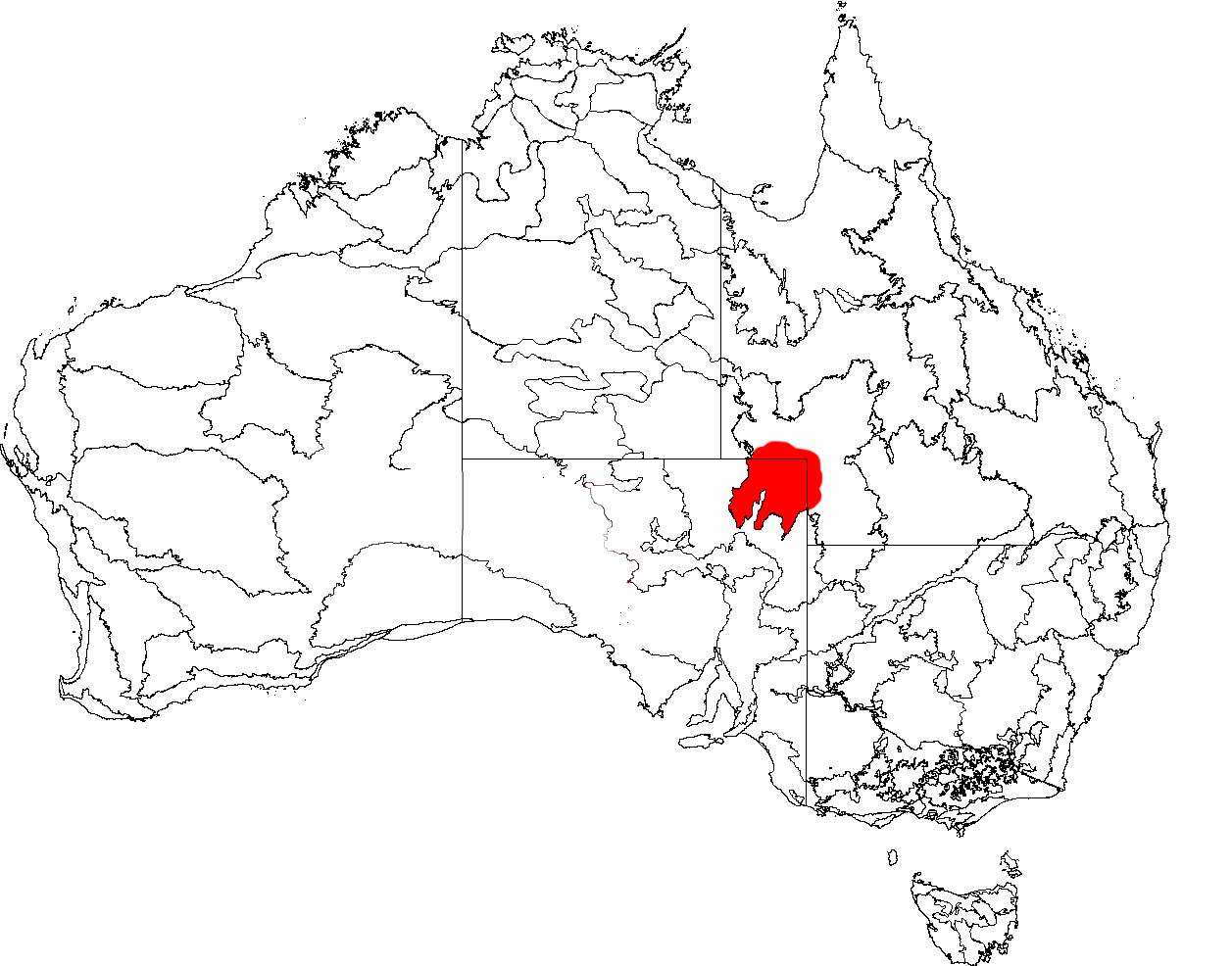
Localizzazione del deserto pietroso di Sturt

Il deserto pietroso di Sturt è un'area situata nel nord-est dell'Australia meridionale, al confine con il Queensland e con il Nuovo Galles del Sud. A dare il nome a questo deserto fu Charles Sturt nel 1844, mentre cercava il mare interno che egli riteneva si trovasse al centro dell'Australia. Le pietre del deserto azzopparono i suoi cavalli e consumarono gli zoccoli del bestiame che aveva portato con sé. 
Il deserto Simpson è situato ad ovest, il deserto di Strzelecki a sud-est e in mezzo a questi due banchi di dune si trova il Gason Dome sul quale è situato il deserto pietroso di Sturt; a sud ovest , invece, si trova il deserto Tirari. La pista di Birdsville attraversa il deserto pietoso di Sturt collegando i paesi di Marree (Australia meridionale) e Birdsville (Nuovo Galles del Sud).

## Paesaggio
La maggior parte del deserto è ricoperta di sassi, che Sturt riteneva fossero il risultato del movimento delle correnti marine su un antico fondale. In realtà essi sono frammenti di rocce arenarie che un tempo ricoprivano l'area e che sono state lentamente erose dai fenomeni atmosferici.

## Ecosistema
Questo deserto fa parte dell'ecoregione del deserto pietroso di Tirari-Sturt) ed è l'habitat del kowari (Dasyuroides byrnei), un piccolo marsupiale carnivoro che vive tra le dune di sabbia, nelle aree malsane e nelle paludi sparse tra i sassi del deserto.